# Schloss Westerholt

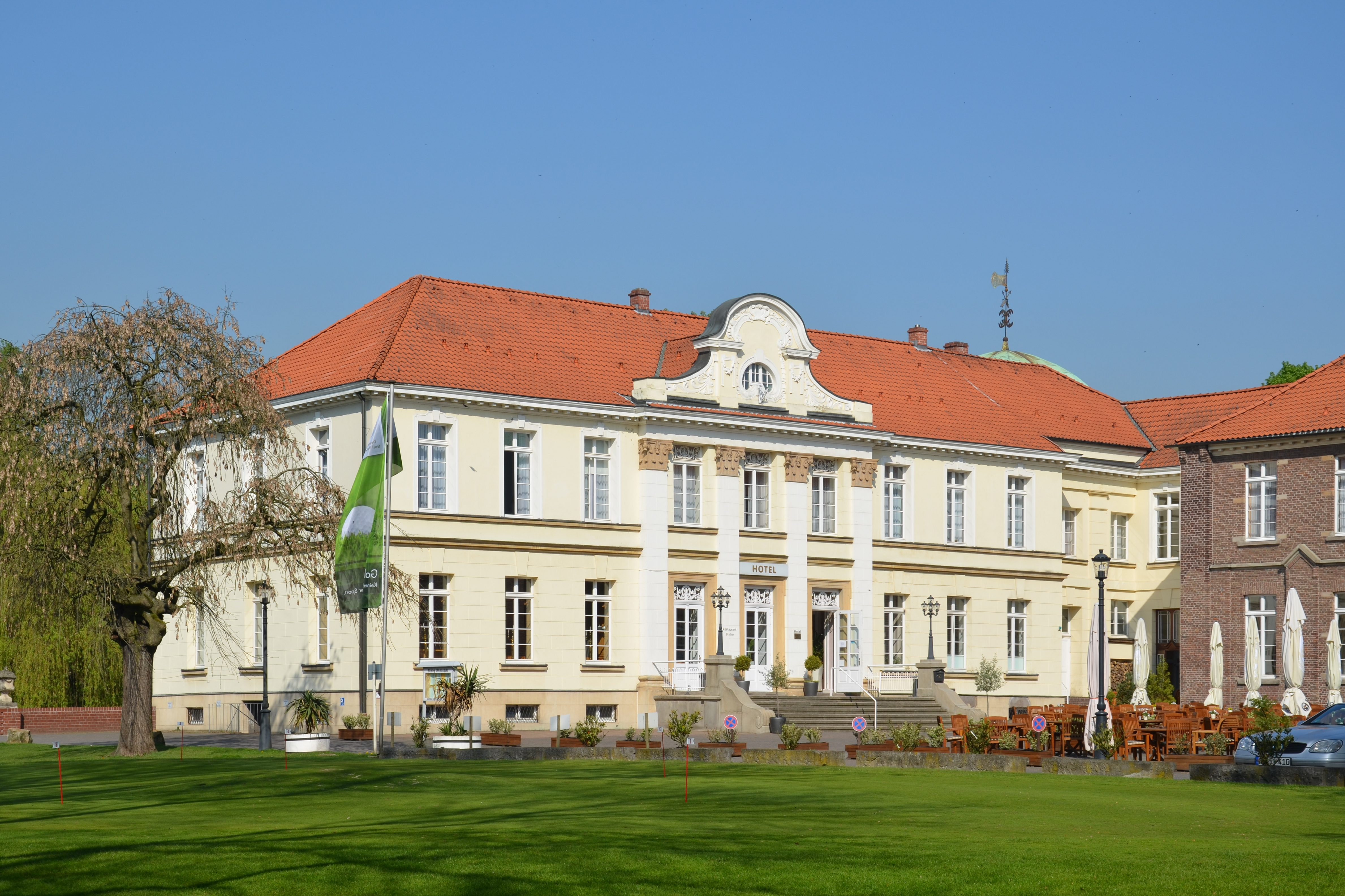
Schloss Westerholt – Hauptgebäude

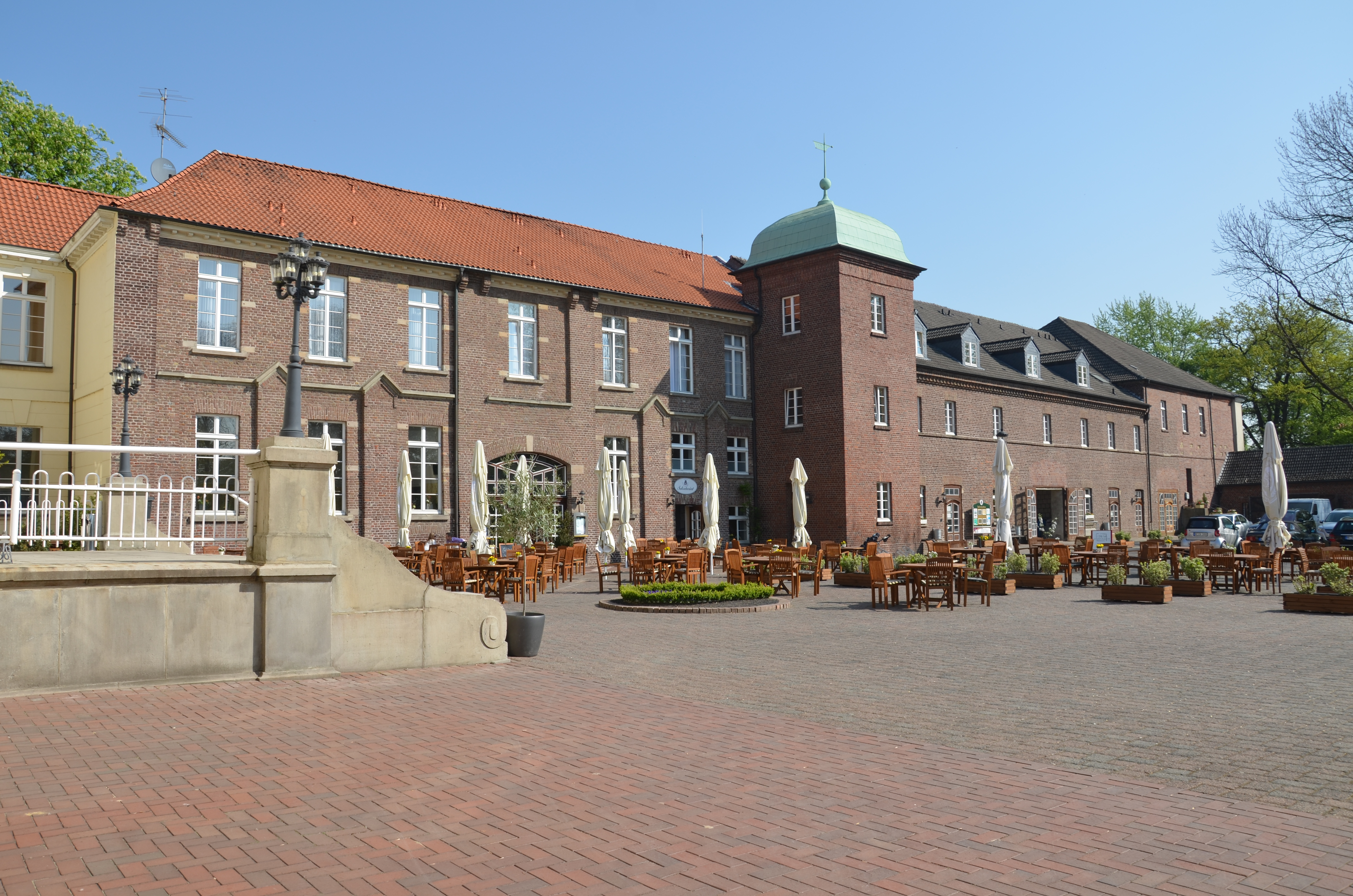
Schloss Westerholt – Nebengebäude

Das Schloss Westerholt ist ein Wasserschloss im Hertener Stadtteil Westerholt am Rande des Westerholter Waldes. Die von Gräften umschlossene Anlage ist bis heute der Stammsitz des Grafengeschlechts von Westerholt, das hier bereits 1193 erstmals urkundlich genannt wurde und sich später von „Westerholt zu Gysenberg“ nannte. Schloss Westerholt zählt mit Schloss Herten zu den bedeutendsten Schlossanlagen im einstigen Vest Recklinghausen.
Schon Mitte des 14. Jahrhunderts wurde an dieser Stelle eine wehrhafte Anlage erwähnt, doch von dieser alten Burg ist mit Ausnahme der Wassergräben nichts mehr erhalten. Im Zuge zahlreicher Um- und Neubauten büßte Westerholt seine Wehrhaftigkeit ein und präsentiert sich dem Besucher heute als ein im Stil des Klassizismus errichtetes Schloss des 19. Jahrhunderts. Sein Herrenhaus beherbergt ein Hotel, während die Nebengebäude als Restaurant und Café genutzt werden.

## Geschichte

### Mittelalter
Wessel von Westerholt (ca. 1300–nach 1378) übergab die damalige Burg Westerholt 1359 als sein freies Eigentum dem Kölner Erzbistum als Offenhaus und erhielt sie vom Erzbischof Wilhelm von Gennep als Lehen zurück. Bei der Lehnsauftragung wurde die Anlage als „fortalicium“ (Befestigungswerk) erwähnt und war wahrscheinlich schon einige Zeit zuvor errichtet worden. Allerdings stand das damalige Burghaus nicht an der Stelle des späteren Hauptgebäudes, sondern entweder auf der mittleren der drei Schlossinseln oder – was wahrscheinlicher ist – im südlichen Teil der östlichen Schlossinsel.
Sein Sohn Wessel von Westerholt († 1388) erbte die Burg. Er wurde als Hauptmann in der Dortmunder Fehde tödlich verletzt und vererbte den Besitz an seinen Sohn Johann von Westerholt, der kinderlos blieb. Zusammen mit Johann wurde der entfernte Verwandte Adolph von Westerholt mit der Burg und der dazugehörigen Burgsiedlung belehnt. Außerdem war Adolphs Bruder Reyner von Westerholt, Richter von Recklinghausen, Mitbesitzer der Güter. Die formale Belehnung ging 1417 auf den Sohn Reyners, Borchard von Westerholt, über. 1421 erfolgte die Teilung der Güter zwischen Borchard und Aleff, dem Sohn Adolphs, deren beider Familien auf der Burg lebten. Da Aleff jedoch keine legitimen Nachkommen hatte, veräußerte er mit der Zeit den größten Teil seines Anteils an seinen Cousin.
Weil Reyner von Westerholt, der älteste Sohn Borchards, noch zu Lebzeiten seiner zweiten Ehefrau und trotz eigener Kinder das Priesteramt wählte und somit auf das Recht seiner Erstgeburt verzichtete, wurde sein Bruder Bernhard Herr zu Westerholt, Erbvogt und Stammvater der nachfolgenden adligen Linien. Der Besitz ging an den nach seinem Schwiegervater benannten Sohn Hermann von Westerholt über. Dessen Sohn Bernhardt erbte die Burg Westerholt und gelangte durch Heirat auch in den Besitz der Herrschaft Lembeck. Seine Söhne Hermann und Bernhard III. teilten die Güter im Jahr 1556 unter sich auf: Hermann wurde Herr von Westerholt, während Bernhard die Lembeck’schen Güter erhielt.

### Frühe Neuzeit

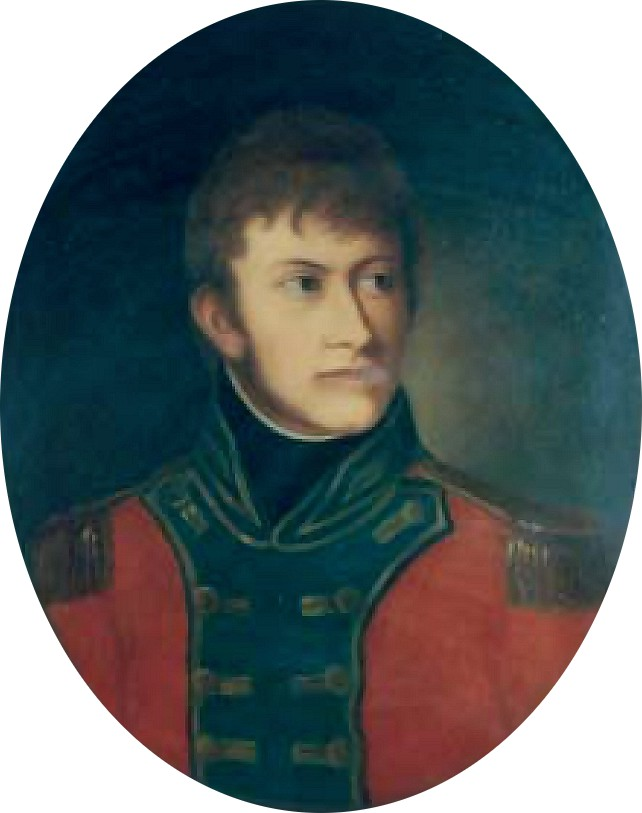
Graf Wilhelm Ludwig ließ bis 1833 das heutige Herrenhaus errichten

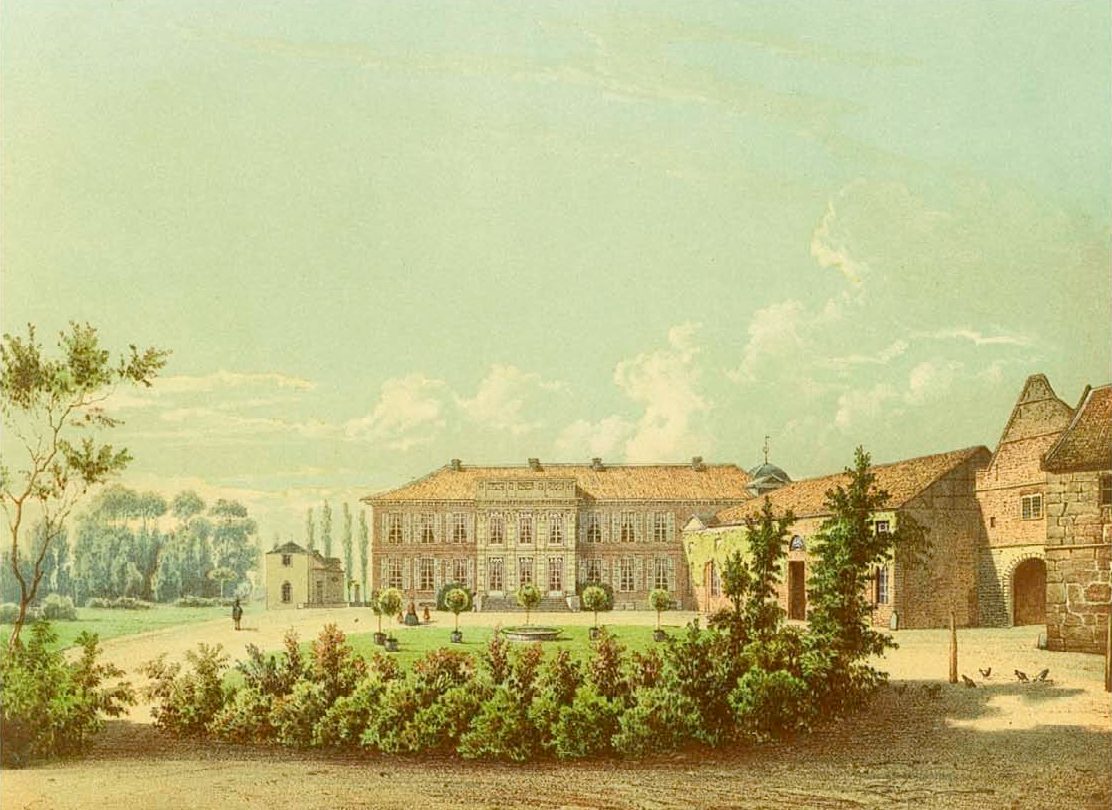
Lithographie des Schlosses von 1857/59 aus der Sammlung Duncker

1583 wurde die Burg während des Truchsessischen Krieges von Truppen des abgesetzten Kurfürsten Gebhard I. von Waldburg belagert und anschließend eingenommen. Doch bereits am 7. Mai 1584 wurde die Anlage an Truppen des neuen Kurfürsten Ernst von Bayern zurückgegeben und die von Westerholt konnten wieder über ihren Besitz verfügen. Jedoch hatte die Anlage unter der Belagerung und Besetzung arg zu leiden gehabt. Darüber hinaus ließ Ernst von Bayern nach der Rückgabe ihre Verteidigungswälle schleifen, weil der Burgherr Bernd von Westerholt seinen Verwandten Konrad von Westerholt, seit 1574 Statthalter des Bistums Münster, bei der Förderung des Protestantismus dort unterstützt hatte. Seit Ende des 16. Jahrhunderts befand sich die Burg daher in einem schlechten baulichen Zustand.
Die Besitzungen gingen auf Hermanns Sohn Berndt von Westerholt über, der 1592 im Rhein ertrank und sie somit seinem unmündigen Sohn Hermann Hektor hinterließ. Dieser verstarb kinderlos, sodass sie nun der Vetter Bernhard von Westerholt zu Wilbring erhielt. Die Westerholt’schen Güter waren zu diesem Zeitpunkt schon hoch verschuldet. Nach Bernhards Tod wurde der noch unmündige Sohn Nicolaus Vinzenz Burgbesitzer. Seine Vormünder verkauften das Anwesen 1643 an Nikolaus von Westerholt, einen Enkel Bernhards III. aus der Lembecker Linie der Familie. Formale Anrechte erwuchsen Nikolaus dadurch, dass sein Vater Johann von Westerholt, Herr zu Lembeck, die Witwe von Berndt von Westerholt geheiratet hatte und er somit Vormund von Hermann Hektor wurde. Als Vinzenz mündig wurde, kam es zu Auseinandersetzungen um die Besitzungen, bei denen er unterlag. Belagerungen und Brandschatzungen durch hessische Truppen in den Jahren 1650 und 1653 taten ihr Übriges, um die Gebäude weiter verwahrlosen zu lassen. Durch die Heirat von Nikolaus’ Erbtochter Anna Elisabeth mit Hermann Otto von Westerholt kam das Anwesen an die Hackforter Familienlinie. Da das sogenannte „Oberhaus“ der Burganlage nicht mehr bewohnbar war und im Jahr 1671 zudem ein Teil Vorburg abbrannte, begannen unter ihm umfassende Bauarbeiten an der Anlage. In der Zeit von 1675 bis 1678 ließ Hermann Otto zunächst neue Wirtschaftsgebäude errichten. Kurz vor 1707 folgte dann der Neubau eines sehr schlichten, zweistöckigen Gebäudes an der Westseite der Vorburginsel, das teils als Wohnhaus und teils als Scheune genutzt wurde. Das ungenutzte und marode alte Wohnhaus stürzte 1708 völlig ein.
Im Jahr 1724 kam Ferdinand Otto von Westerholt durch Heirat mit Maria Agnes von Ketteler unter anderem in den Besitz des Gutes Gysenberg. Gemeinsam mit seinem Bruder Johannes legte er in einem Fideikommiss am 22. Februar 1726 fest, dass der gemeinsame Besitz fortan als ungeteiltes Erbe an den jeweils ältesten Nachkommen gehen und die Familie von diesem Zeitpunkt an den Namen „von Westerholt zu Gysenberg“ tragen sollte. Schloss Westerholt erbte anschließend Ferdinand Ottos Sohn Joseph Clemens August Maria von Westerholt-Gysenberg. Aus seiner Ehe mit Wilhelmine Franziska von der Recke ging als einziges Kind die Erbtochter Wilhelmine Friederike Franziska hervor. Durch ihre Heirat um das Jahr 1770 kam das Schloss an den Freiherrn Ludolph Friedrich Adolf von Boenen zu Berge. Er nahm gemäß einer Bedingung des Fideikommisses Wappen und Namen der Familie von Westerholt an und wurde 1790 von Kaiser Joseph II. in den Reichsgrafenstand erhoben. Obwohl er mit seiner Frau auf Schloss Berge im heutigen Gelsenkirchener Stadtteil Buer residierte, ließ er das Haupthaus des Anwesens umgestalten.

### 19. Jahrhundert
Am 1. Februar 1830 zerstörte ein Feuer das Schloss mit Ausnahme des Renteigebäudes. Daraufhin ließ der Sohn Wilhelm Ludwig bis 1833 das heutige, klassizistische Herrenhaus mit zwei Geschossen errichten. Aus der gleichen Zeit stammt das sogenannte Vogelhaus auf der mittleren der drei Schlossinseln, das der Schlossherr bis 1835 für seine ornithologische Sammlung errichten ließ, um ein im Jahre 1717 erbautes Orangeriegebäude zu ersetzen. Die Entwürfe dazu lieferte der Essener Architekt Carl Wilhelm Theodor Freyse. Einige bauliche Veränderungen, wie zum Beispiel der Giebel an der Ostseite des Gebäudes, kamen im Jahr 1904 unter Egon von und zu Westerholt und Gysenberg hinzu. Die an der Nordseite der Vorburginsel stehenden Nebengebäude, darunter das seinerzeit in die Schlossfreiheit führende Torgebäude, wurden zwischen 1867 und 1870 durch Neubauten ersetzt. Lediglich der Bau an der Nordost-Ecke, das „Bureau des Landrathes“, blieb erhalten.

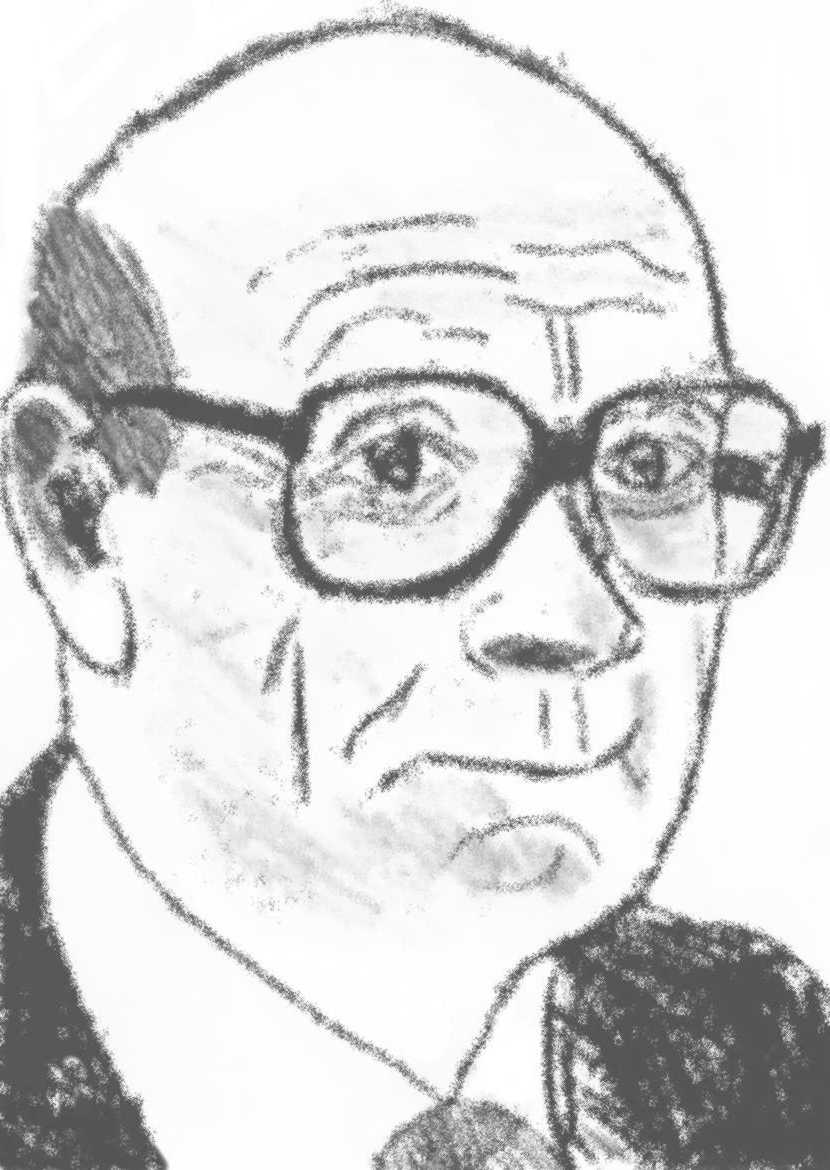
Egon Reichsgraf von Westerholt-Gysenberg

### Seit Beginn des 20. Jahrhunderts
Die Besitzungen wurden im weiteren Verlauf der Geschichte an die jeweiligen Söhne Otto und Johann sowie 1927 an dessen Enkel Egon Reichsgraf von Westerholt-Gysenberg vererbt.
Nach dem Ende des Zweiten Weltkriegs verwehrten die alliierten Besatzungsbehörden dem damaligen Schlossherrn Egon zunächst wegen des Vorwurfs, nationalsozialistisch belastet zu sein, die Verwaltung und Nutzung seines Besitzes. Das Herrenhaus und die unmittelbaren Nebengebäude des Schlosses wurden von den amerikanischen, später englischen, Besatzungstruppen als Unterkunft genutzt. Nach Rückgabe der Verfügungsgewalt verlegte der Schlossherr die Wohnung seiner Familie in das umgebaute Vogelhaus. Das derweil stark verwohnte Herrenhaus wurde anschließend noch eine Zeit lang als Berglehrlingswohnheim genutzt. Danach stand das Gebäude über Jahrzehnte leer.
1993 wurde das Schloss einer umfassenden Restaurierung unterzogen und einer neuen Nutzung zugeführt. Es beherbergt seitdem ein Hotel sowie Café-Restaurant. Ein großer Teil des einstigen Schlossparks wird durch einen Golfclub mit 75 Hektar großen 18-Loch-Anlage genutzt, dessen Clubhaus in den einstigen Nebengebäuden zu finden ist. Heiratswillige haben darüber hinaus die Möglichkeit, sich im Rittersaal trauen zu lassen.

## Beschreibung

### Schlossanlage

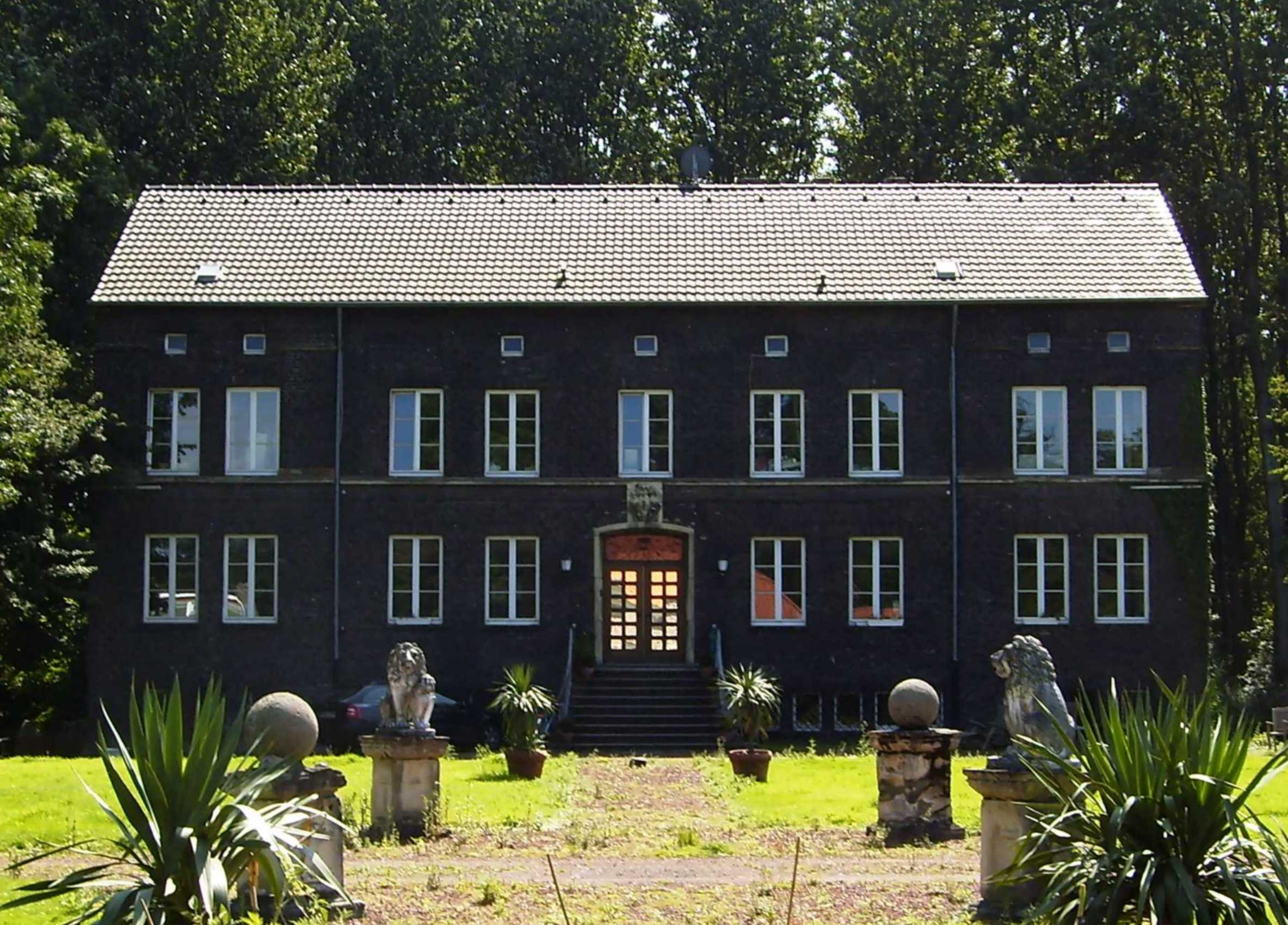
Das Vogelhaus

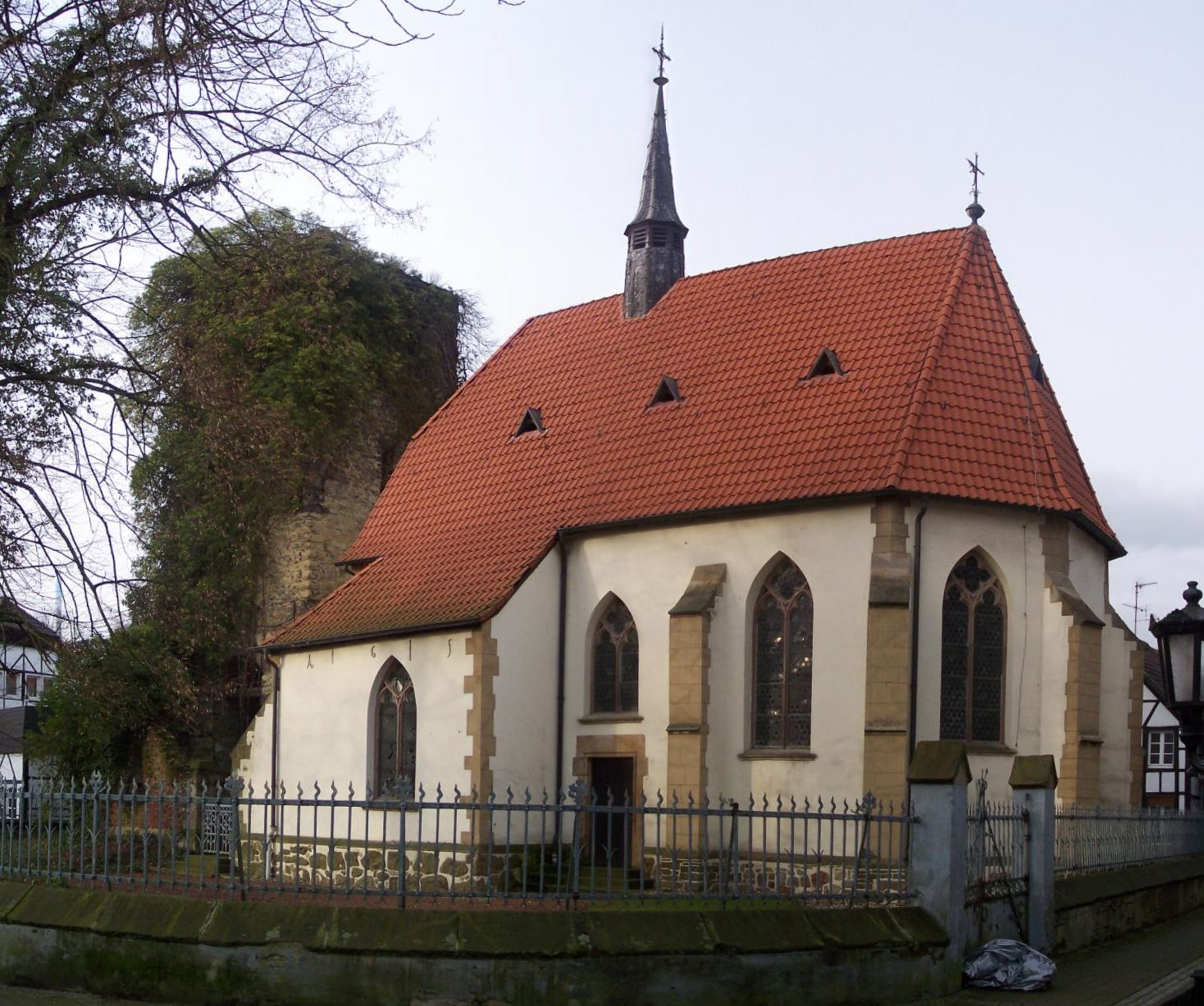
Die frühere kath. Pfarrkirche St. Martinus im Alten Dorf ist heute die Schlosskapelle

Schloss Westerholt ist eine weitläufige Anlage, bestehend aus drei von Osten nach Westen hintereinander liegenden Schlossinseln, die von einem großen englischen Landschaftsgarten eingeschlossen werden. Die Wassergräben der Anlage werden vom Holzbach gespeist.
Die westlichste der Inseln ist gänzlich von Rasen bedeckt, war früher aber der Standort des Nutzgartens. Sie ist über eine gemauerte Bogenbrücke mit der östlich von ihr liegenden, mittleren Schlossinsel verbunden. Deren Südseite ist Standort des sogenannten Vogelhauses, einem zweigeschossigen unverputzten Ziegelbau mit Satteldach, der seit 1955 der gräflichen Familie als Wohnhaus dient. Ein Wappenstein über dem Eingang zeigt die Jahreszahl 1717 und stammt von einem nicht mehr existenten Orangeriegebäude, das dieses Haus seinerzeit ersetzte. Ihm liegt an der Nordseite ein moderner Neubau gegenüber, der die heutige Rentei beherbergt. Zwischen den beiden Gebäuden lassen symmetrisch angelegte Wege die Grundzüge des einstigen Barockgartens erkennen.
Die östlichste der drei Schlossinseln war früher Standort der Vorburg, beheimatet heute jedoch die eigentlichen Schlossgebäude. Das Haupthaus steht an der Westseite und ist ein Neubau des 19. Jahrhunderts. Der zweigeschossige Putzbau mit ziegelgedecktem Walmdach besitzt eine aufwändig gestaltete Schaufassade an der Ostseite. Sie besitzt einen dreiachsigen Mittelrisalit mit vier Pilastern korinthischer Ordnung und Kapitelle aus Naturstein. Es nimmt das dreitürigen Portal auf, zu dem eine Freitreppe hinaufführt. Der Risalit wird von einem Schmuckgiebel im Louis-quinze-Stil bekrönt. Dieser wurde erst im Jahr 1904 angebracht und ersetzte ein dreiachsiges Attikageschoss. Die beiden Geschosse des Gebäudes, dessen Westfront vollkommen schmucklos ist, werden durch ein kräftiges Konsolgesims architektonisch voneinander abgegrenzt. An der Nordwestecke des Herrenhauses steht ein Vierecksturm mit Kuppeldach, dessen Wetterfahne die Jahreszahl 1830 zeigt.
Die im rechten Winkel an den Westflügel anschließenden Backsteinbauten stammen aus der zweiten Hälfte des 19. Jahrhunderts. Lediglich ihr östlichster Teil, die sogenannte „alte Rentei“, stammt aus einer Zeit vor 1830.

### Schlossumgebung
Direkt neben dem Schloss liegt das Alte Dorf Westerholt, das seinerzeit zur Freiheit Westerholt gehörte. 58 nach historischem Vorbild restaurierte Fachwerkhäuser stehen dichtgedrängt in den engen Gassen rund um die Pfarrkirche St. Martini und laden zu einem Besuch mit mittelalterlichem Flair ein. Seit 1991 steht die Siedlung als kompletter Bereich unter Denkmalschutz.
Gleich neben dem Schloss Westerholt erstreckt sich mit dem Westerholter Wald das Naherholungsgebiet „Die Baut“.